# Jennie Garth
Jennie Garth, właśc. Jennifer Eve Garth (ur. 3 kwietnia 1972 w Urbanie) – amerykańska aktorka. Odtwórczyni roli Kelly Taylor w serialu telewizji Fox Beverly Hills, 90210 (1990–2000) i spin–off 90210 (2008–2010).

## Życiorys
Urodziła się w Urbana w Illinois w rodzinie rzymskokatolickiej jako najmłodsze z siedmiorga dzieci pary nauczycielskiej – Carolyn i John Gartha. Dorastała na 25-akrowym ranczu konnym z dwoma braćmi – Chuckiem i Johnnym oraz czterema siostrami – Cammie, Lisą, Lynn i Wendy. W wieku 13 lat wraz z rodziną przeprowadziła się do Phoenix w Arizonie. Tam uczęszczała do Greenway High School i Apollo High School, a także na lekcje tańca i próbowała sił w modelingu. Po skończonych studiach planowała otworzyć własną szkołę tańca. Jako 15-latka wygrała lokalny konkurs talentów i została zauważona przez łowcę talentów, który zachęcił ją do spróbowania sił w aktorstwie. Porzuciła szkołę i przeprowadziła się z matką do Los Angeles, by zostać aktorką. Tam kontynuowała naukę. 
Brała lekcje aktorstwa i chodziła na castingi, a po 4 miesiącach dostała rolę Eriki McCray w serialu NBC: A Brand New Life (1989). W przeciągu roku została wybrana do roli Kelly Taylor w nowym serialu telewizji Fox Beverly Hills, 90210, za którą w 1992 otrzymała Young Artist Awards, a w 1994 zdobyła nagrodę Bravo Otto, przyznawaną przez niemiecki dwutygodnik dla młodzieży „Bravo”. Od tej pory pojawiła się w wielu filmach telewizyjnych, z których kilka sama wyprodukowała, wyreżyserowała i napisała scenariusz.
Garth brała udział w piątej amerykańskiej edycji Tańca z gwiazdami, gdzie jej partnerem był Derek Hough. Para zajęła 4. miejsce.

## Życie prywatne
16 kwietnia 1994 wyszła za mąż za Daniela B. Clarka, z którym się rozwiodła w listopadzie 1996. 20 stycznia 2001 poślubiła Petera Facinelliego. Mają trzy córki: Lucę Bellę (ur. 29 czerwca 1997), Lolę Ray (ur. 6 grudnia 2002) i Fionę Eve (ur. 30 września 2006). 11 czerwca 2013 doszło do rozwodu. 11 lipca 2015 wyszła za Dave’a Abramsa.

## Filmografia
- 2008: 90210 jako Kelly Taylor
- 2007: Girl, Positive jako Sarah Bennett
- 2005: Family Guy Presents: Stewie Griffin – The Untold Story jako ona sama (głos)
- 2003: The Last Cowboy jako Jacqueline 'Jake' Cooper
- 2003: Secret Santa jako Rebecca Chandler
- 2002–2006: Siostrzyczki (What I Like About You), jako Valerie Tyler – Val
- 2000–2001: Ulica (The Street) jako Gillian Sherman
- 1998: Mówię ci (Telling You) jako Amber
- 1997: Detonator (My Brother's War) jako Mary
- 1996: Przerwany romans (An Unfinished Affair) jako Sheila Hart
- 1996: Power 98 jako Sharon Penn
- 1996: U kresu raju (A Loss of Innocence) jako Chelnicia Bowen
- 1995: Pułapka uczuć (Falling for You) jako Meg Crane
- 1994: Oszukane serce (Lies of the Heart: The Story of Laurie Kellogg) jako Laurie Kellogg
- 1994: Terapia wstrząsowa (Without Consent) jako Laura Mills
- 1993: Gwiazda (Star) jako Crystal Wyatt
- 1990–2000: Beverly Hills 90210 jako Kelly Taylor
- 1989: Całkiem nowe życie (A Brand New Life) jako Ericka McCray